# 少林寺十八羅漢
《少林寺十八羅漢》是一部2020年中國網路電影，由张著麟和李希杰執導，謝苗、谷尚蔚主演，奇树有鱼、项氏兄弟电影、精鹰传媒出品。講述明朝嘉靖年間少林寺十八名僧兵抗擊倭寇的故事。2020年2月20日在爱奇艺首播。

## 演員
- 謝苗 飾 悟覺
- 谷尚蔚 飾 悟正
- 龙杨杨 飾 悟周
- 胡世群 飾 悟遠
- 杨甜甜 飾 小滿
- 徐绍航 飾 曹校尉

## 製作
2019年7月20日，奇树有鱼與河南少林无形资产管理有限公司在少林寺聯合舉辦新聞發布會，宣布正式啟動包括《少林寺十八羅漢》在內的三部少林系列網路電影。7月30日，《少林寺十八羅漢》在浙江橫店鎮開機。約在8月份時殺青。

## 外部連結
- 豆瓣电影上《少林寺十八羅漢》的資料 （简体中文）